# Peggy Kopp
Peggy Kopp Arenas (Caracas, 3 aprile 1951) è una modella venezuelana, eletta Miss Venezuela nel 1968.
La Kopp è stata la rappresentante ufficiale del Venezuela a Miss Universo 1968, concorso tenuto a Miami Beach, Florida, il 13 luglio 1968, dove si è classificata alla quarta posizione.